# Bisagno
Le Bisagno est un cours d'eau coulant dans le nord de l'Italie. D'une longueur de 25 km, il arrose Gênes et se jette dans la mer de Ligurie.

## Géographie
La rivière prend sa source près du col de Scoffera à environ 600 m dans les Apennins ligures. Elle coule vers le sud-ouest dans la vallée de Bisagno et reçoit ses deux principaux affluents, le torrente Lentro (gauche) et torrente Canate (droite). En se dirigeant vers le sud, il atteint Gênes et termine sa course dans la mer de Ligurie. La dernière partie de son parcours, de la gare de Gênes Brignole à l'embouchure, a été transformée en tunnel d'eau.
Le bassin de Bisagno (95 km2) est totalement inclus dans la province de Gênes.

## Affluents principaux
Rive gauche
- torrente Lentro,
- rio Montesignano,
- rio Fereggiano.

Rive droite
- torrente Canate,
- rio Torbido,
- torrente Geirato
- torrente Geirato
- rio Trensasco,
- rio Cicala,
- rio Veilino.